# Yoshida Tōyō

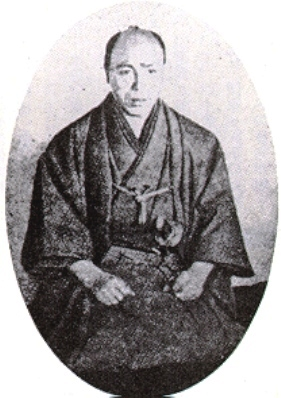
Yoshida Tōyō

Yoshida Tōyō (japanisch 吉田東洋, eigentlich Yoshida Masaaki (吉田 正秋); geboren 1816 in Kōchi, Präfektur Kōchi; gestorben 6. Mai 1862 in  Kōchi) war ein japanischer Samurai und Reformer der Verwaltung der Tosa-Domäne.

## Leben und Werk
Yoshida Tōyō erhielt 1853 vom Daimyō Yamauchi Yōdō (山内 容堂; 1827–1872) eine hohe Position in der Verwaltung der Tosa-Domäne. Er begann daraufhin eine Reihe von Reformen, musste dann aber wegen des Widerstands konservativer Kreise zurücktreten. 1857 wurde er jedoch wieder eingestellt.
Yoshida versammelte um sich nun junge, begabte Samurai, gründete einen Unterrichtsstätte „Shōrin-juku“, plante, eine Marine nach westlichem Vorbild aufzubauen. Und er dachte daran, Mitarbeiter weniger nach dem Stand bei ihrer Geburt als nach ihren Fähigkeiten zu bewerten. Diese Ideen riefen Widerspruch von radikal anti-westlichen Kreisen hervor. Yoshida wurde schließlich 1862 von Anhängern der lokalen Gruppierung „Tosa Kinnōtō“ (土佐勤王党), einer extremen Verfechtergroppe der Sonnō-jōi-Richtung, ermordet. Deren Anführer Takechi Zuizan (1829–1865) wurde 1865 zum Seppuku verurteilt.